# ヴェルッキオ
ヴェルッキオ（伊: Verucchio）は、イタリア共和国エミリア＝ロマーニャ州リミニ県にある、人口約10,000人の基礎自治体（コムーネ）。

## 地理

### 位置・広がり
リミニ県のコムーネ。サンマリノ市から北北西へ6km、県都リミニから南西へ15km、チェゼーナから南東へ22kmの距離にある。

#### 隣接コムーネ
隣接するコムーネおよびそれに相当する区画（サンマリノ共和国のカステッロ）は以下の通り。括弧内のRSMはサンマリノ共和国所属を示す。
- アックアヴィーヴァ (RSM)
- ボルゴ・マッジョーレ (RSM)
- キエザヌオーヴァ (RSM)
- ポッジョ・トッリアーナ
- リーミニ
- サン・レーオ
- サンタルカンジェロ・ディ・ロマーニャ
- サッソフェルトリオ
- セラヴァッレ (RSM)

### 気候分類・地震分類
ヴェルッキオにおけるイタリアの気候分類 (it) および度日は、zona E, 2534 GGである。
また、イタリアの地震リスク階級 (it) では、zona 2 (sismicità media) に分類される。
- Verucchio

## 行政

### 分離集落
ヴェルッキオには、以下の分離集落（フラツィオーネ）がある。
- Brocchi, Cantelli, Case Montirone, Case Pellicioni, Pieve Corena, Ponte Verucchio, Villa Verucchio